# Madson (calciatore 1999)
Madson de Souza Silva (Curitiba, 26 agosto 1999) è un calciatore brasiliano, attaccante del Juárez.

## Carriera
Debutta fra i professionisti con il Corinthians il 30 gennaio 2020 nell'incontro del Campionato Paulista perso per 2-1 contro il Ponte Preta.
Il 1º settembre 2021 è stato ceduto in prestito all'Estrela Amadora, in Segunda Liga.
L'11 luglio 2022 ha firmato un contratto di quattro anni con il Moreirense.

## Statistiche

### Presenze e reti nei club
Statistiche aggiornate al 20 settembre 2023.
| Stagione        | Squadra         | Campionato      | Campionato | Campionato | Coppe nazionali | Coppe nazionali | Coppe nazionali | Coppe continentali | Coppe continentali | Coppe continentali | Altre coppe | Altre coppe | Altre coppe | Totale | Totale | Totale |
| Stagione        | Squadra         | Comp            | Pres       | Reti       | Comp            | Pres            | Reti            | Comp               | Pres               | Reti               | Comp        | Pres        | Reti        | Pres   | Reti   |        |
| --------------- | --------------- | --------------- | ---------- | ---------- | --------------- | --------------- | --------------- | ------------------ | ------------------ | ------------------ | ----------- | ----------- | ----------- | ------ | ------ | ------ |
| 2018            | Joinville       | C+CAT           | 15+16      | 0          | CB              | 2               | 0               |                    | -                  | -                  |             | -           | -           | 33     | 0      |        |
| 2019            | Atl. Goianiense | B+GOI           | 0+12       | 0+1        | CB              | 0               | 0               |                    | -                  | -                  |             | -           | -           | 12     | 1      |        |
| 2020            | Corinthians     | A+PAU           | 0+2        | 0          | CB              | 0               | 0               | CL                 | 1                  | 0                  |             | -           | -           | 3      | 0      |        |
| 2020            | Fortaleza       | D+CEA           | 0+5        | 0          | CB              | 0               | 0               |                    | -                  | -                  |             | -           | -           | 5      | 0      |        |
| 2020            | Oeste           | B               | 8          | 0          | CB              | 0               | 0               |                    | -                  | -                  |             | -           | -           | 8      | 0      |        |
| 2021            | Santa Cruz      | C+PER           | 10+8       | 0          | CB              | 2               | 0               |                    | -                  | -                  |             | -           | -           | 10     | 0      |        |
| 2021-2022       | Estrela Amadora | SL              | 27         | 3          | CP+CdL          | 1+0             | 0               |                    | -                  | -                  |             | -           | -           | 28     | 3      |        |
| 2022-2023       | Moreirense      | SL              | 25         | 4          | CP+CdL          | 2+3             | 0               |                    | -                  | -                  |             | -           | -           | 30     | 4      |        |
| 2023-2024       | Moreirense      | PL              | 5          | 1          | CP+CdL          | 0+1             | 0               |                    | -                  | -                  |             | -           | -           | 6      | 1      |        |
| Totale carriera | Totale carriera | Totale carriera | 133        | 9          |                 | 11              | 0               |                    | 1                  | 0                  |             | -           | -           | 145    | 9      |        |

## Palmarès

### Competizioni statali
- Campionato Goiano: 1

Atl. Goianiense: 2019

### Competizioni nazionali
- Segunda Liga: 1

Moreirense: 2022-2023